# Société archéologique et historique de Nantes et de Loire-Atlantique
La Société archéologique et historique de Nantes et de Loire-Atlantique est une société savante fondée à Nantes en 1845.

## Histoire

### Origines
Le 9 août 1845, une cinquantaine d'années après la Société académique de Nantes (1798), est fondée la Société archéologique et historique de Nantes et de Loire-Inférieure, au cours du congrès annuel de l'Association bretonne[réf. nécessaire]. 
La Société, qui réunit alors cinquante-et-un membres, a pour premier président l'architecte Théodore Nau (1805-1865), le vice-président étant l'abbé Félix Fournier (1803-1877), évêque de Nantes à partir de 1870.
Son but est la recherche, l'étude et la conservation des antiquités, à une époque (la monarchie de Juillet) où se met en place une administration des traces du passé, sous l'égide de Prosper Mérimée, nommé inspecteur général des monuments historiques en 1834. 
La société supervise les fouilles qui ont lieu dans le département et assure la publication des comptes-rendus. 
Son siège est d'abord situé rue du Moulin, puis dans la chapelle de l'Oratoire.

### Développements ultérieurs
La société fonde dès 1849 un musée d'archéologie, cédé au département de Loire-Inférieure en 1860. 
En 1859, paraît le premier numéro du Bulletin annuel de la société. Cette publication, toujours existante, rassemble les travaux les plus variés, sur des sujets allant de la préhistoire à l'époque contemporaine.
En 1899, le siège est transféré au manoir de la Touche, à proximité du musée Dobrée. Du fait des travaux de restructuration du dite engagés depuis les années 2010, le siège a été provisoirement transféré au n° 11 de la rue du Château-de-l'Éraudière (siège du Service d'archéologie de Loire-Atlantique), situé dans le quartier Nantes Erdre (rive droite de l'Erdre).
La société est reconnue d'utilité publique le 12 juillet 1929.

## Personnalités

### Membres éminents
On peut citer quelques-uns des présidents de la société : le baron Gaëtan de Wismes, Stéphane de La Nicollière-Teijeiro (archiviste municipal), le marquis de Brémond d'Ars, Léon Maître (archiviste départemental), le chanoine Georges Durville, le commandant Mollat, le colonel Balagny, le docteur Halgan, maître Robert Orceau, le chanoine Russon, Henri de Berranger (archiviste départemental).

### Liste des présidents
- 1845-1862 Théodore Nau
- 1863-1868 vicomte Édouard Sioc'han de Kersabiec
- 1869-1871 chanoine Abel Cahour
- 1872-1874 Intendant militaire René Galles
- 1875-1877 Charles Marionneau
- 1878-1880 baron Olivier de Wismes
- 1881-1883 vicomte Jules de La Laurencie
- 1884-1886 marquis Anatole de Brémond d'Ars
- 1887-1889 Henri Le Meignen
- 1890-1892 marquis Albert Guillaume Louis de Dion (père de Jules-Albert de Dion)
- 1893-1895 Stéphane Praud de La Nicollière-Teijeiro
- 1896-1898 Henri Le Meignen
- 1899-1901 marquis Anatole de Brémond d'Ars
- 1902-1904 Léon Maître
- 1905-1907 baron Christian de Wismes
- 1908-1910 Alcide Dortel
- 1911-1913 Alcide Leroux
- 1914-1919 Gaëtan de Wismes
- 1920-1922 Georges Jochaud du Plessix
- 1923-1925 Alcide Dortel
- 1926-1928 Dr Georges Halgan
- 1929-1930 Georges Jochaud du Plessix
- 1931-1934 commandant Emmanuel Mollat
- 1935-1938 colonel Paul Balagny
- 1939-1944 Dr Georges Halgan
- 1945-1948 Me Robert Orceau
- 1949-1961 chanoine Jean-Baptiste Russon
- 1962-1968 Me Robert Orceau
- 1969-1974 Henri de Berranger
- 1975-1978 Xavier du Boisrouvray
- 1979-1982 Dr Yves Merlant
- 1983-1986 Étienne Ravilly
- 1987-1990 abbé Alain Chantreau
- 1991-1992 Émile Allain
- 1993-1996 Thérèse Rouchette
- 1997-2000 Jean-François Caraës
- 2001-2004 Pr Jean-Pierre Bois
- 2005-2006 Thérèse Rouchette
- 2007-2016 Jean-François Caraës
- 2017- Solen Peron

## Activités actuelles
En dehors de l'« étude de l'histoire du passé et la conservation des monuments anciens », la société remet deux prix annuels : le prix Andrée Viaud, attribué à un travail d'histoire générale, et le prix Léon Maître, attribué à un travail d'histoire régionale. 
Elle procède à la pose de plaques commémoratives destinées à signaler des édifices particulièrement intéressants ou à honorer la mémoire de personnages célèbres.
La société met à la dispositions de ses membres des documents d'archives, des collections de gravures et de dessins, ainsi qu'une riche bibliothèque. Elle organise également des conférences et des visites commentées de sites et d'expositions. 
Son Bulletin annuel est disponible dans de nombreuses bibliothèques et centres de recherches, notamment dans l'Ouest de la France, ainsi que dans les bibliothèques des cinquante sociétés correspondantes de France et dans plusieurs pays étrangers (États-Unis, Royaume-Uni, Belgique, Pays-Bas, Japon, etc.), ainsi que des publications thématiques (Hors série, livres… ).